# Chelsea, Massachusetts
Chelsea är en stad i Suffolk County i den amerikanska delstaten Massachusetts. Orten grundades 1739 och hade innan dess varit en del av Boston. Som självständig kommun var Chelsea först town men år 1857 ändrades kommunformen till city. Revere (mellan 1848 och 1870 North Chelsea) var fram till år 1848 en del av Chelsea.

## Kända personer från Chelsea
- Chick Corea, musiker
- Norman Cota, militär
- Joseph C. O'Mahoney, politiker
- Carl Voss, ishockeyspelare